# Västra Liang
Västra Liang (西涼; Xī Liáng) var en stat under tiden för De sexton kungadömena i Kina. Staten existerade år 400 till 421.